# Yasin Turan
Yasin Turan (* 23. April 1991 in Nürnberg) ist ein deutscher Basketballtrainer und ehemaliger -spieler.

## Werdegang
Turan spielte in seiner Heimatstadt Nürnberg für die Franken Hexer in der 2. Regionalliga sowie in der Nachwuchs-Basketball-Bundesliga. Für den Nürnberger BC bestritt er in den Spielzeiten 2010/11 sowie 2011/12 insgesamt fünf Einsätze in der 2. Bundesliga ProA. Zusätzlich spielte Turan in der zweiten Nürnberger Mannschaft in der 2. Regionalliga. Mit der SpVgg Rattelsdorf trat er 2012/13 in der 1. Regionalliga Südost an.
2014 stieg er mit dem BBC Coburg als Meister der Bayernliga Nord in die 2. Regionalliga sowie 2016 als Meister der 2. Regionalliga Südost-Nord in die 1. Regionalliga Südost auf. An beiden Erfolgen war der Aufbauspieler als Leistungsträger beteiligt. In der ersten Hälfte des Spieljahres 2016/17 verstärkte er den TSV Ansbach in der 1. Regionalliga und kehrte in der Winterpause nach Coburg zurück. Mit der Mannschaft gelang ihm im weiteren Fortgang der Saison als Meister der 1. Regionalliga Südost der Aufstieg in die 2. Bundesliga ProB.
Ab Sommer 2017 war Turan in Coburg nicht nur Spieler, sondern ebenfalls Jugendkoordinator. Für den BBC bestritt er im Zeitraum 2017 und 2019 insgesamt 49 ProB-Einsätze, danach verstärkte er die zweite Mannschaft des Vereins in der Bezirksoberliga Oberfranken.
2020 wechselte er als Spieler und Jugendtrainer innerhalb der 2. Bundesliga ProB von der Süd- in die Nordstaffel zur BG BSW 06. Im Spieljahr 2021/22 arbeitete Turan als Co-Trainer und Jugendtrainer in derselben Liga bei den Iserlohn Kangaroos.
2022 wechselte er zum Drittligisten EPG Baskets Koblenz, wurde Co-Trainer und für die technische Weiterentwicklung der Spieler verantwortlich. Als solcher trug er zum 2023 erreichten Aufstieg der Mannschaft in die zweithöchste deutsche Spielklasse (2. Bundesliga ProA) bei. Als Cheftrainer Patrick Elzie Anfang Januar 2024 entlassen wurde, bekam Turan in Koblenz das Amt des Cheftrainers übertragen. Bereits Ende desselben Monats wurde Turan wieder als Cheftrainer der Koblenzer abgelöst, er wurde unter seinem Nachfolger Marco van den Berg wieder Assistenztrainer.
Im Sommer 2024 wechselte Turan in den Trainerstab des Bundesligisten Ratiopharm Ulm und wurde dort für das Einzeltraining zuständig.